# Łowicz
Łowicz — кам'яно-залізний метеорит (мезосидерит), падіння якого відбулося о 0:15, 12 березня 1935 року в районі польських сіл Кремпа та Вжечко, на південь від міста Лович. Екземпляри метеорита сьогодні зберігаються у різних метеоритних колекціях світу, зокрема — в Польщі — в Музеї Землі Польської академії наук, а також в геологічному музеї та в астрономічній обсерваторії Яґеллонського університету. Найбільший зразок вагою у 10 кг, було знайдено в районі села Кремпа. Менші уламки знаходили також на територіях сіл Жечице, Вжечко та Селіґув.